# 1769
Het jaar 1769 is het 69e jaar in de 18e eeuw volgens de christelijke jaartelling.

## Gebeurtenissen
januari
- 12 - Jean Jacques Rousseau geeft zijn Surinaamse Mecenas Pierre-Alexandre DuPeyrou carte blanche om met de hem toevertrouwde geschriften te doen wat hem goed dunkt.
- 14 - De Staten van Holland en West-Friesland geven octrooi om, tot ontlasting van de Rotte, een afwateringskanaal te graven door de polder Rubroek naar de Nieuwe Maas. De Boezem  moet een einde maken aan overstromingen in de straten van Rotterdam.
- Drie schepen zeilen vanuit La Paz naar het noorden. Over land trekken twee expedities naar het noorden, een onder leiding van Fernando Rivera en een onder leiding van Gaspar De Portolá. Onder de leden van De Portolá's groep bevindt zich de missionaris Junípero Serra.

februari
- 21 - Maria van Antwerpen wordt in Gouda voor de tweede maal veroordeeld wegens travestie en een onwettig huwelijk met een vrouw. Ze wordt verbannen uit Holland.

maart
- maart - Het Zeeuws Genootschap der Wetenschappen verkrijgt octrooi van de Staten van Zeeland.

mei
- 8 - Het Corsicaanse leger wordt vernietigend verslagen door een Franse legermacht.
- mei - De expedities over land en zee ontmoetten elkaar zoals gepland bij de eerste door Vizcaíno in 1602 gekarteerde baai, waar ze de nederzetting San Diego stichten.

juni
- 3 - Een Brits wetenschapsteam aan boord van de HMS Endeavour van Captain Cook neemt vanaf Tahiti de Venusovergang waar.
- 12 Frankrijk lijft Corsica in.
- 15 - De blinde Hendrik Focking wordt benoemd tot beiaardier van de Oudekerkstoren in Amsterdam.

oktober
- 8 - De Britse captain Cook bereikt Nieuw-Zeeland als eerste Europeaan sinds de ontdekking door Abel Tasman.
- 23 - Cugnot geeft in Parijs een demonstratie van zijn locomobiel, die vier ton kan trekken met een snelheid van 4 km/h. Wel moet na een kwartier de boiler worden bijgevuld.

november
- 2 - De Spanjaarden ontdekken de toegang tot de Baai van San Francisco. Deze zeestraat zal later tijdens de goudkoorts de naam Golden Gate krijgen.
- 16 -

Russische bezetting van Walachije.
december
- 28 - Doorbraak van de Rijndijk boven Huissen op Kleefs gebied, waardoor de Betuwe onderloopt.

zonder datum
- Mozart wordt benoemd tot concertmeester aan het hof van de aartsbisschop van Salzburg.
- Het Genootschap der Vrienden (quakers) van Pennsylvania schaft in eigen kring de slavernij af.

## Muziek
- Joseph Haydn componeert zijn Symfonie nr. 11.

## Bouwkunst

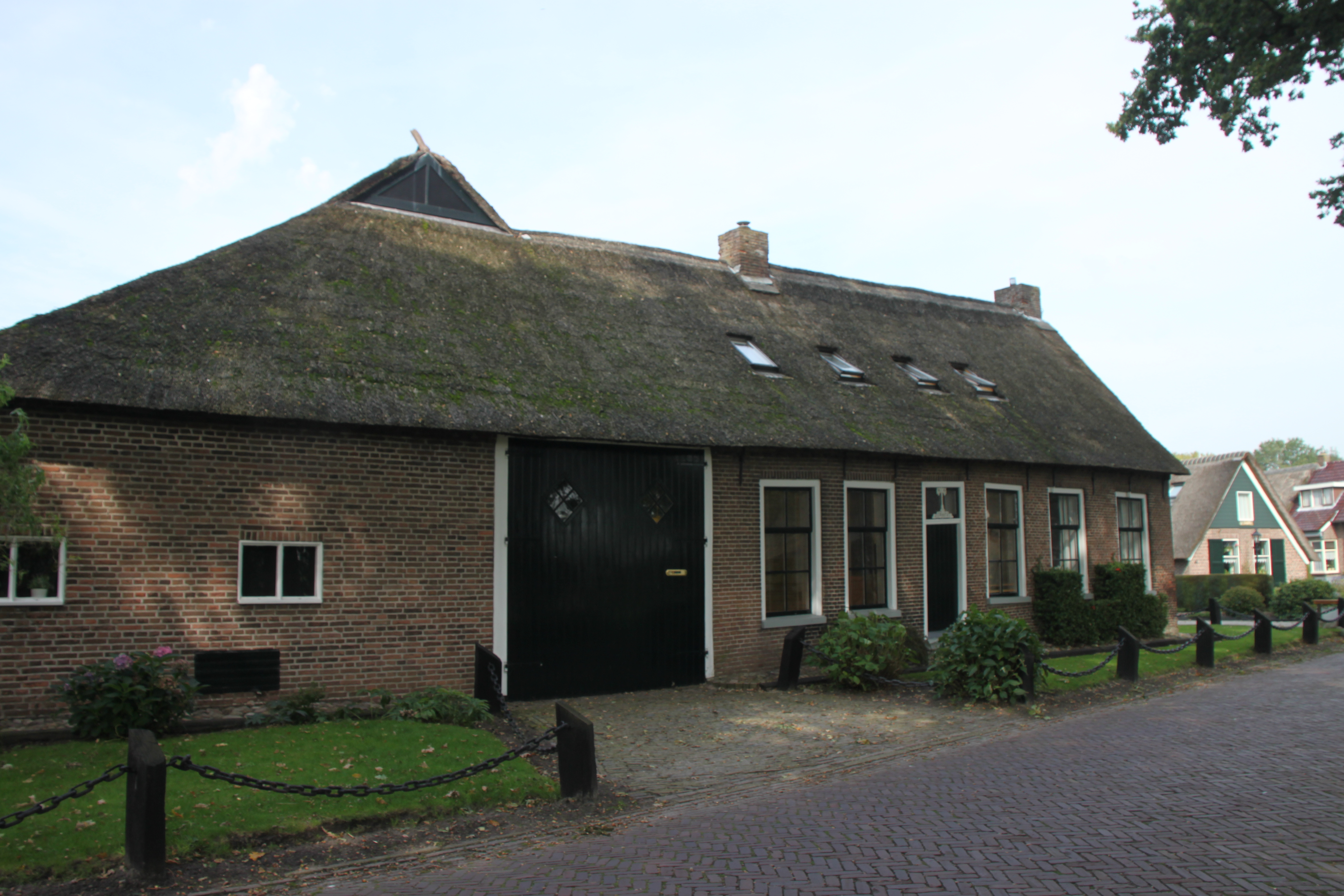
Boerderij Kolderveen (1769)

## Geboren

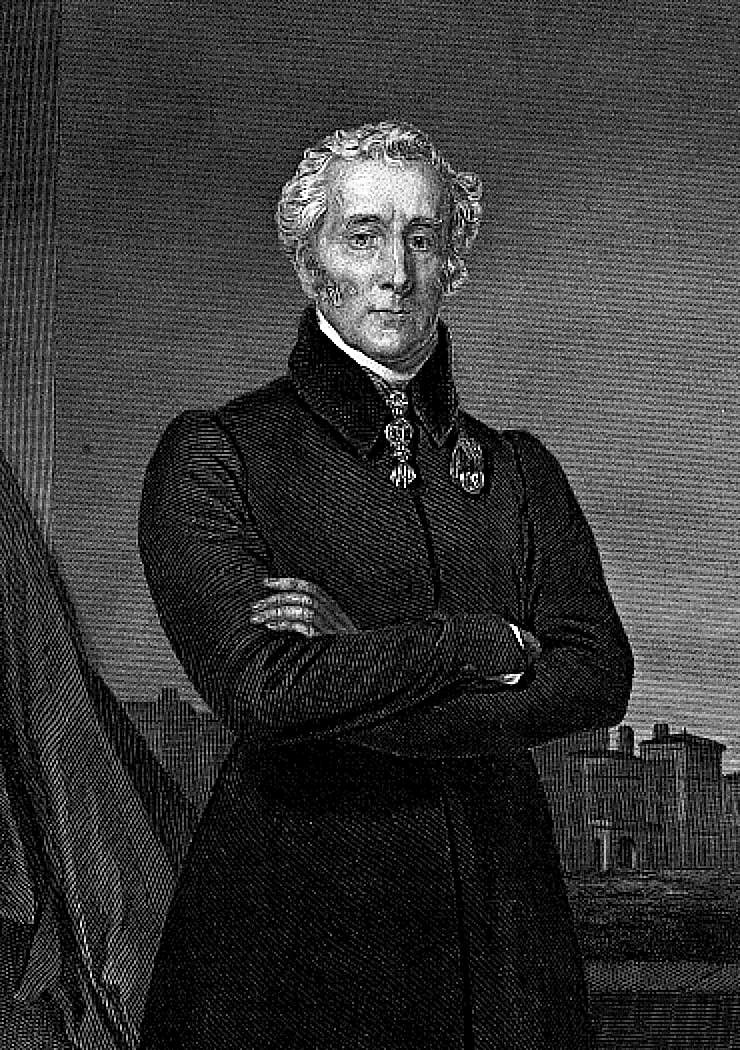
Arthur Wellesley,
geboren op 1 mei

- Evert Maaskamp, uitgever, boek- en prenthandelaar te Amsterdam (overleden 1834)

januari
- 10 - Michel Ney, Frans maarschalk onder Napoleon (overleden 1815)

maart
- 20 - Frits Rosenveldt, Nederlands acteur (overleden 1847)

april
- 25 - Marc Isambard Brunel, Frans-Brits ingenieur (overleden 1849)

mei
- 1 - Arthur Wellesley, hertog van Wellington, Brits veldheer en staatsman (overleden 1852)
- 4 - Thomas Lawrence, Engels kunstschilder (overleden 1830)

augustus
- 15 - Napoleon Bonaparte, Frans generaal en keizer (overleden 1821)
- 23 - Georges Cuvier, Frans bioloog (overleden 1832)
- 26 - Johannes ter Pelkwijk, Nederlands staatsman (overleden 1834)

september
- 14 - Alexander von Humboldt, Duits natuuronderzoeker en ontdekkingsreiziger (overleden 1859)

oktober
- 6 - Berend Slingenberg, eerste burgemeester van Coevorden (overleden 1849)

december
- 14 - Henricus den Dubbelden, geestelijke en apostolisch vicaris van de Rooms-Katholieke Kerk (overleden 1851)

## Overleden
februari
- 2 - Paus Clemens XIII (75), paus van 1758 tot 1769